# Síndrome de Mendelson
 El síndrome de Mendelson es neumonía química o neumonía por aspiración causada por aspiración durante la anestesia, especialmente durante el embarazo. El contenido de la aspiración puede incluir jugo gástrico, sangre, bilis, agua o una asociación de ellos.

## Presentación
El síndrome de Mendelson se caracteriza por una reacción broncopulmonar después de la aspiración de contenido gástrico durante la anestesia general debido a la abolición de los reflejos laríngeos. Las principales características clínicas son signos de hipoxia general, dos a cinco horas después de la anestesia. Dichas características pueden incluir cianosis, disnea, fiebre, sibilancias pulmonares, estertores crepitantes, rhonchi y taquicardia con presión arterial baja. La disminución de la tensión arterial de oxígeno también es probable que sea evidente. El edema pulmonar puede causar la muerte súbita o la muerte puede ocurrir más tarde por complicaciones pulmonares. 

## Factores de riesgo
Históricamente se dice que un paciente está en riesgo si tiene:
- Volumen gástrico residual mayor de 25 ml, con
- pH de menos de 2.5

Sin embargo, estas son medidas indirectas y no son factores que influyen directamente en el riesgo de aspiración.
Los pacientes con alto riesgo deben tener una inducción de secuencia rápida. El alto riesgo se define como estos factores:
1. Procedimiento quirúrgico no electivo
2. Anestesia ligera/respuesta inesperada a la estimulación.
3. Patología GI aguda o crónica, superior o inferior
4. Obesidad
5. Medicamentos opioides
6. Enfermedad neurológica, alteración del nivel consciente o sedación.
7. Posición de litotomía
8. Intubación/vía aérea difícil
9. Reflujo gastrointestinal
10. Hernia hiatal

## Epónimo
Lleva el nombre de Curtis Mendelson.